# Kazimierz Żwan
Kazimierz Żwan (ur. 1792 w Mikityczach, zm. 7 marca 1858 w Warszawie) – pułkownik Wojska Polskiego i malarz.

## Życiorys
Był synem starosty wrębskiego, pułkownika wojsk koronnych Karola Żwana (Szwana), oraz Konstancji Cichockiej – nieślubnej córki króla polskiego Stanisława Augusta Poniatowskiego.
W 1809 r. Kazimierz Żwan rozpoczął służbę wojskową, w trakcie której doszedł do pozycji pułkownika kwatermistrzostwa Wojska Polskiego. Karierę wojskową zakończył w 1831 r. po klęsce powstania listopadowego. Już w trakcie służby w armii Kazimierz Żwan zainteresował się malarstwem, zajmował się między innymi kopiowaniem obrazów artystów holenderskich, znajdujących się w Królikarni, należącej do Michała Hieronima Radziwiłła podwarszawskiej (wówczas) posiadłości. Po rezygnacji ze służby wojskowej poświęcił się całkowicie działalności artystycznej, tworząc liczne pejzaże oraz obrazy o tematyce batalistycznej.

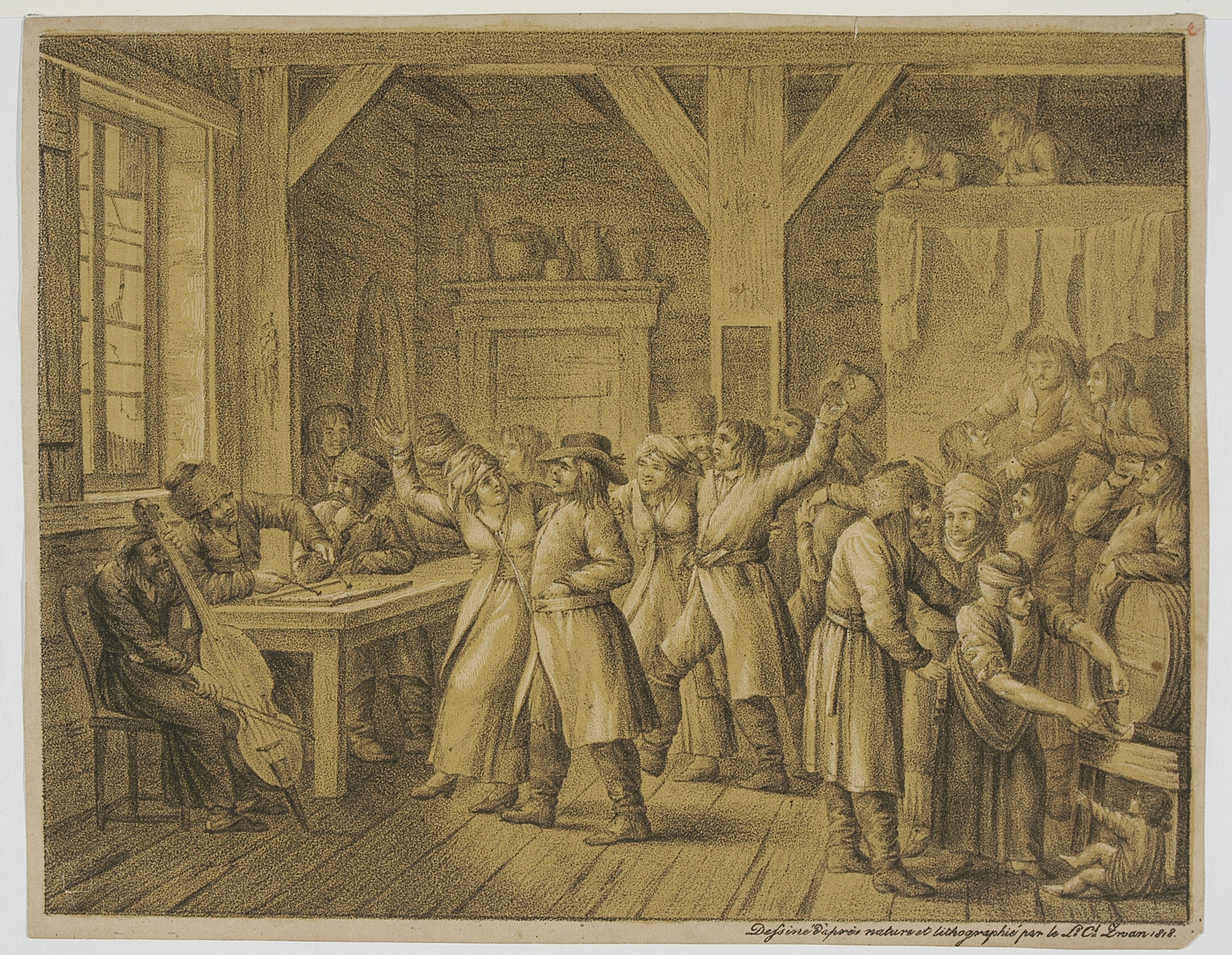
Karczma, Kazimierz Żwan

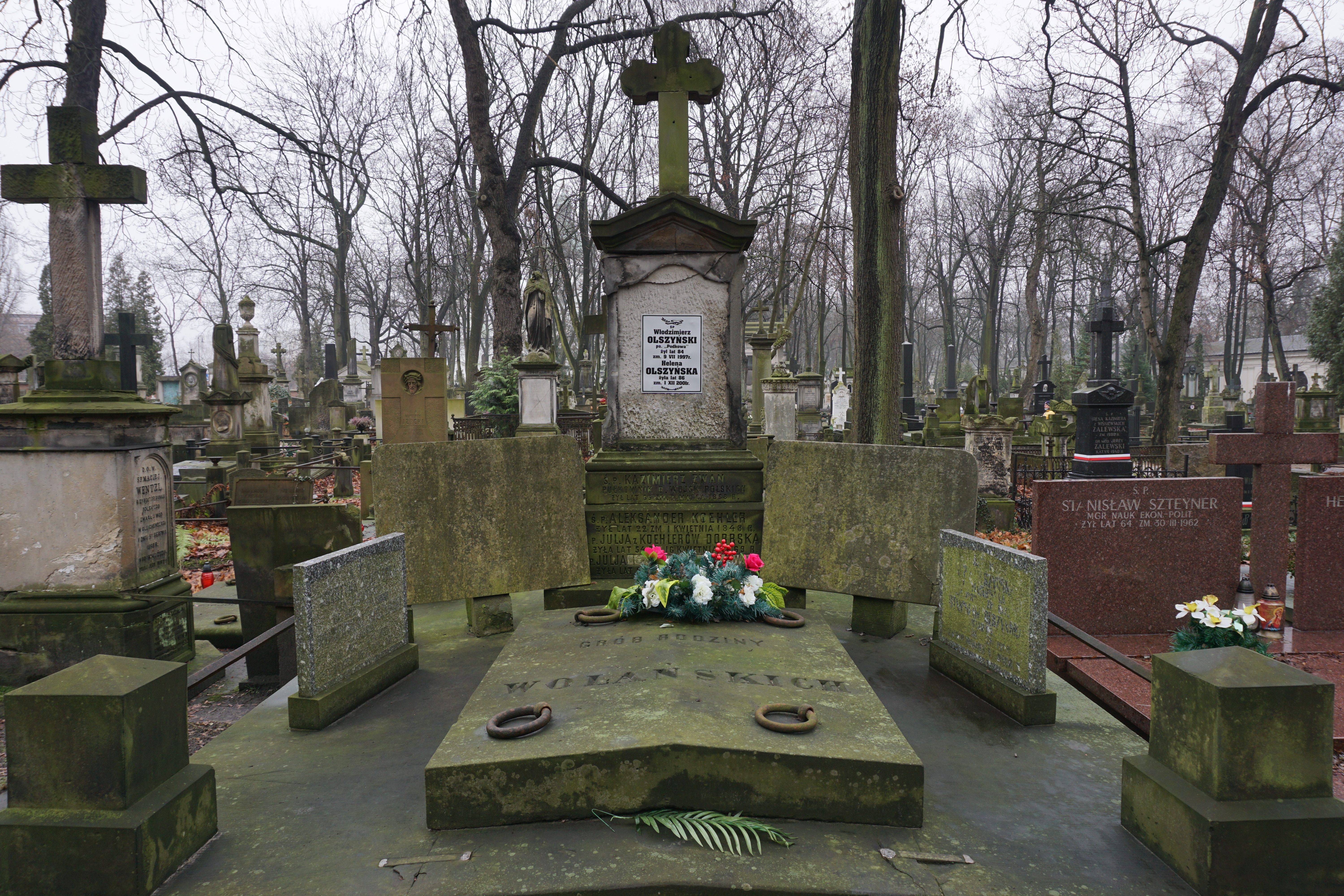
Grób Kazimierza Żwana na cmentarzu Powązkowskim

Około 1826 r. ożenił się z Julianną Barbarą Szpilman, córką Franciszka Szpilmana i Małgorzaty z Rogowskich, rozwiedzioną z Janem Köhlerem. Zmarł 7 marca 1858 r. w Warszawie, został pochowany na cmentarzu Powązkowskim (kwatera 23-6-24/25).

## Wybrane dzieła
| nr | tytuł                  | czas powstania | technika i wymiary             | miejsce przechowywania      | ilustracja |
| -- | ---------------------- | -------------- | ------------------------------ | --------------------------- | ---------- |
| 1. | Droga przez las        | 1824           | olej na blasze 38 × 49,5 cm    | Muzeum Narodowe w Warszawie |            |
| 2. | Krajobraz leśny        | 1830-1858      | olej na płótnie 53,7 × 66,5 cm | Muzeum Narodowe w Warszawie |            |
| 3. | Pożar miasteczka latem | 1849           | olej na płótnie 37,5 × 30 cm   | Muzeum Narodowe w Warszawie |            |
| 4. | Pejzaż romantyczny     | nieznany       | olej na płótnie 42 × 33,4 cm   | własność prywatna           |            |